# ULAF Divizion C 2016
La Divizion C 2016 è la 1ª edizione del campionato di football americano di terzo livello, organizzato dalla ULAF.

## Squadre partecipanti
| Club                   | Città     | Stadio | Sponsor ufficiale | Risultato nella stagione 2015 |
| ---------------------- | --------- | ------ | ----------------- | ----------------------------- |
| Azov Dolphins Mariupol | Mariupol' |        |                   |                               |
| Dnepr Rockets          | Dnipro    |        |                   |                               |
| Kharkov Tigers         | Charkiv   |        |                   |                               |
| Mykolaiv Vikings       | Mykolaïv  |        |                   |                               |
| Yuzhne Gepards         | Južne     |        |                   |                               |

## Stagione regolare

### Calendario

#### 1ª giornata
| Mykolaïv 17 aprile 2016 | Mykolaiv Vikings | 14 – 6 referto | Yuzhne Gepards |  |

#### 2ª giornata
| Južne 7 maggio 2016 | Yuzhne Gepards | 12 – 20 referto | Azov Dolphins Mariupol |  |

| Charkiv 8 maggio 2016 | Kharkov Tigers | 0 – 58 referto | Dnepr Rockets |  |

#### 3ª giornata
| Dnipro 5 giugno 2016 | Dnepr Rockets | 54 – 0 referto | Azov Dolphins Mariupol |  |

#### 4ª giornata
| Charkiv 12 giugno 2016 | Kharkov Tigers | 6 – 22 referto | Yuzhne Gepards |  |

| Mykolaïv 12 giugno 2016 | Mykolaiv Vikings | 12 – 20 (0-6 6-6 0-8 6-0) referto | Dnepr Rockets |  |

#### 5ª giornata
| Mariupol' 25 giugno 2016 | Azov Dolphins Mariupol | 48 – 0 referto | Kharkov Tigers |  |

| Južne 26 giugno 2016 | Yuzhne Gepards | 6 – 8 referto | Mykolaiv Vikings |  |

#### 6ª giornata
| Mykolaïv 10 luglio 2016 | Mykolaiv Vikings | 8 – 0 referto | Azov Dolphins Mariupol |  |

| Dnipro 10 luglio 2016 | Dnepr Rockets | 26 – 0 (6-0 6-0 0-0 14-0) referto | Yuzhne Gepards |  |

#### 7ª giornata
| Južne 23 luglio 2016 | Yuzhne Gepards | 22 – 0 (10-0 6-0 0-0 6-0) referto | Kharkov Tigers |  |

#### 8ª giornata
| Mariupol' 7 agosto 2016 | Azov Dolphins Mariupol | 14 – 18 referto | Dnepr Rockets |  |

| Charkiv 7 agosto 2016 | Kharkov Tigers | 0 – 44 referto | Mykolaiv Vikings |  |

#### 9ª giornata
| Dnipro 21 agosto 2016 | Dnepr Rockets | 24 – 0 (a tavolino) referto | Kharkov Tigers |  |

#### 10ª giornata
| Mariupol' 27 agosto 2016 | Azov Dolphins Mariupol | 14 – 26 referto | Mykolaiv Vikings |  |

### Classifica
La classifica della regular season è la seguente:
- PCT = percentuale di vittorie, G = partite giocate, V = partite vinte, P = partite perse, PF = punti fatti, PS = punti subiti

| Pos. | Squadra                | PCT   | G | V | N | P | PF  | PS  |
| ---- | ---------------------- | ----- | - | - | - | - | --- | --- |
| 1    | Dnepr Rockets          | 1.000 | 6 | 6 | 0 | 0 | 200 | 26  |
| 2    | Mykolaiv Vikings       | .833  | 6 | 5 | 0 | 1 | 112 | 46  |
| 3    | Azov Dolphins Mariupol | .333  | 6 | 2 | 0 | 4 | 96  | 118 |
| 4    | Yuzhne Gepards         | .333  | 6 | 2 | 0 | 4 | 68  | 74  |
| 5    | Kharkov Tigers         | .000  | 6 | 0 | 0 | 6 | 6   | 218 |

## Verdetti
- Dnepr Rockets Vincitori della ULAF Divizion C 2016

## Spareggio per i playoff di Divizion A
| Dnipro 11 settembre 2016 | Dnepr Rockets | 0 – 24 (a tavolino) referto | Mykolaiv Vikings |  |